# Saint-Colomb-de-Lauzun

Saint-Colomb-de-Lauzun este o comună în departamentul Lot-et-Garonne din sud-vestul Franței. În 2009 avea o populație de 494 de locuitori.

## Evoluția populației
| An        | 1975 | 1982 | 1990 | 1999 | 2006 | 2009 |
| --------- | ---- | ---- | ---- | ---- | ---- | ---- |
| Populație | 457  | 489  | 464  | 434  | 477  | 494  |